# Окулярник ванікорський
Окулярник ванікорський (Zosterops gibbsi) — вид горобцеподібних птахів родини окулярникових (Zosteropidae). Ендемік Соломонових Островів. Вид названий на честь британського натураліста Девіда Гіббса, який відкрив новий вид в 1994 році.

## Опис
Ванікорський окулярник був описаний за трьома екземплярами (двома самицями і одним самцем), які булі зібрані Гаєм Датсоном в 1997 році і нині зберігаються в Природничому музеї Трінга. Довжина крил становить 67-69 мм, довжина хвоста 42-43 мм, довжина цівки 19 мм. Ванікорські окулярники мають другий за довжиною дзьоб серед окулярників (після великого окулярника), довжина якого становить 16 мм.
Тім'я і верхня частина тіла у птаха оливково-зелені, верхня покривні пера хвоста мають бронзовий відтінок. Нижня частина тіла оливково-жовта. Навколо очей сіруваті кільця. Дзьоб чорний, очі яскраво-червоні, лапи оранжеві.

## Поширення і екологія
Ванікорські окулярники є ендеміками острова Ванікоро в архіпелазі Санта-Крус. Вони живуть в деградованих втроинних лісах і в незайманих тропічних лісах. Вони віддають перевагу незайманим тропічним лісам на висоті від 700 м над рівнем моря.

## Поведінка
Ванікорські окулярники живуть парами або невеликими зграйками до 7 птахів. Вони харчуються безхребетними, яких шукають серед листя, а також дрібними плодами.
Гніздо чашоподібне, сплетене з трави. Ванікорські окулярники демонструють колективне піклування за пташенятами. Крім батьків, за пташенятами доглядають також їхні брати з попереднього виводку. Така поведінка раніше спостерігалася у магейських і білогузих окулярників.